# 病院患者図書館

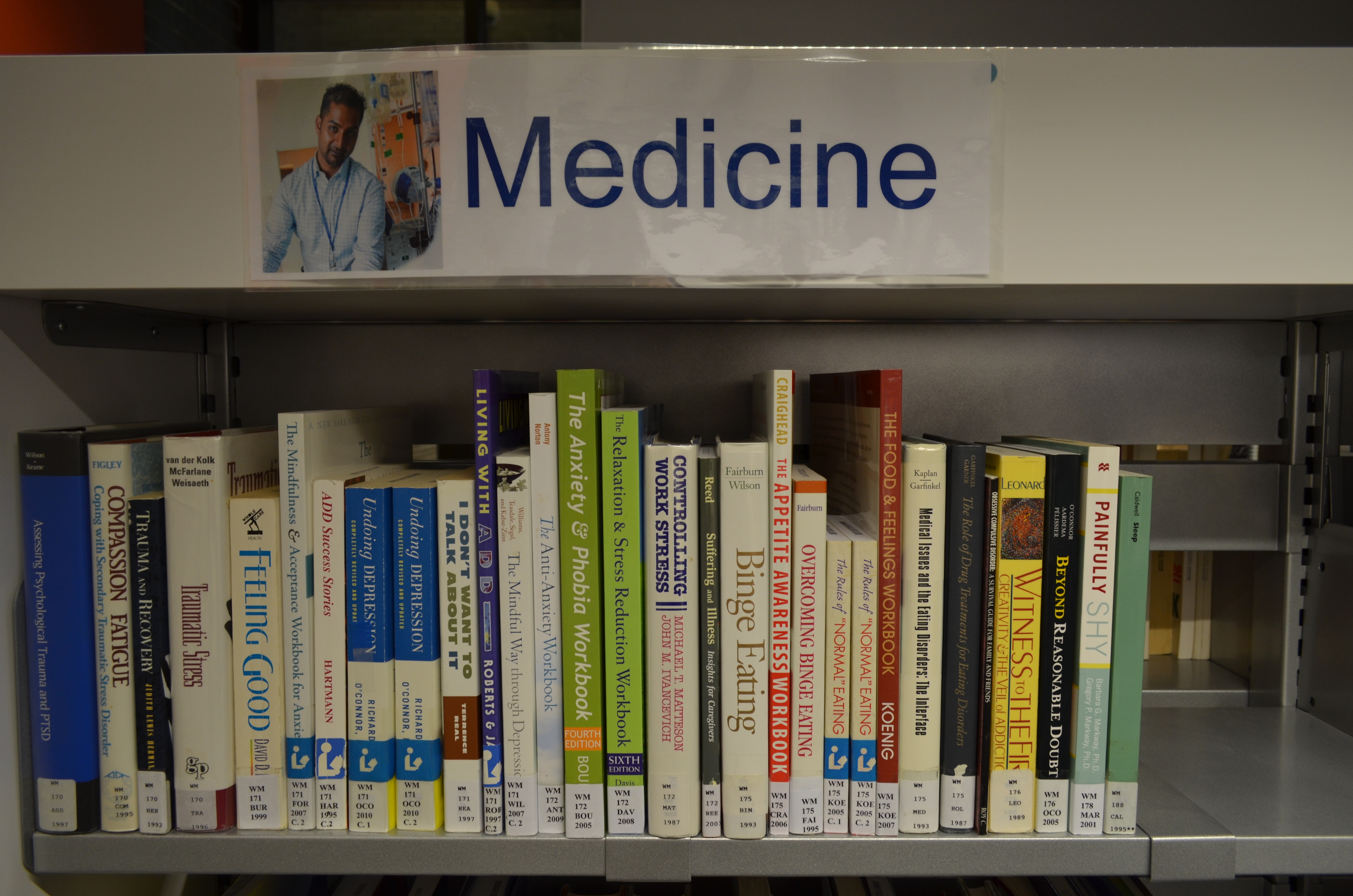
カナダのマーカム・スタフビル病院図書館の医学書

病院患者図書館（びょういんかんじゃとしょかん）とは、患者に対してサービスを提供するために病院内に設置された図書館のことである。患者の娯楽や学習のための資料を提供するだけでなく、病状やその治療法について患者自身が理解することを支援するために一般向けの医学資料を提供するのが特徴的である。患者図書館、患者図書室という言い方をすることもある。公共図書館が配本サービスを行うといった事例も多い。

## 病院患者図書館と病院図書室
病院図書室とは医療法22条8項によって地域医療支援病院に義務設置されているのが病院図書室である。これは、医師などの専門職に医学の専門的な情報を提供する図書館に対しての専門図書館であり、患者用専門図書館ではない。
類似名に医学図書館というものもある。これは大学医学部や医科大学、歯学部、歯科大学等に設置された図書館であり医学教育のほかに一般にも開放されインフォームドコンセントを提供する場にもなっている。